# Niederrad

Le quartier (en rouge) au sein de l'arrondissement (en gris foncé) et de la ville (en gris clair)

Francfort-Niederrad (en allemand : Frankfurt-Niederrad) est un quartier de Francfort-sur-le-Main.